# Medaile Za obranu Oděsy
Medaile Za obranu Oděsy (rusky Медаль «За оборону Одессы») byla sovětská medaile založená roku 1942, jenž byla během druhé světové války udílena vojákům i civilistům za účast při obraně Oděsy.

## Historie
Medaile Za obranu Oděsy byla založena dekretem prezidia Nejvyššího sovětu Sovětského svazu dne 22. prosince 1942. Prvními sovětskými vyznamenáními, která byla udílena na stuhou pokryté kovové destičce ve tvaru pětiúhelníku, byla medaile Za obranu Leningradu, medaile Za obranu Oděsy, medaile Za obranu Stalingradu a medaile Za obranu Sevastopolu. Původně se tyto medaile měly nosit napravo na hrudi. Zákonem ze dne 19. června 1943 byl zaveden tento nový typ stuhy a zároveň zákon zavedl pravidlo nošení těchto medailí na levé straně hrudníku spolu s dalšími vyznamenáními. Medaile Za obranu Oděsy se v přítomnosti dalších sovětských medailí nosí za medailí Za obranu Leningradu. Pokud se nosí s vyznamenáními Ruské federace, pak mají ruská vyznamenání přednost.

## Pravidla udílení
Medaile byla udělena všem účastníkům obrany Oděsy, a to příslušníkům Rudé armády, námořnictva, jednotek NKVD i civilistům, kteří se přímo podíleli na obraně Oděsy v rozhodném období od 5. srpna 1941 do 16. října 1941.
Medaile byla udílena jménem prezidia Nejvyššího sovětu Sovětského svazu na základě dokladu o skutečné účasti na obraně města. Tyto doklady mohly být vydány velitelem jednotky, velitelem vojenského zdravotnického zařízení či zástupci oblastních nebo obecních úřadů.

## Popis insignie
Medaile má pravidelný kulatý tvar o průměru 32 mm. Původně měly být medaile vyráběny z nerezové oceli, ale již vyhláška ze 27. března 1943 změnila kov na mosaz. Na přední straně je v popředí voják Rudé armády a sovětský námořník, oba s puškami připravenými k boji. V pozadí jsou obrysy mořského pobřeží s majákem. Na zadní straně je nápis v cyrilici ЗА НАШУ СОВЕТСКУЮ РОДИНУ (za naši sovětskou vlast). Nad nápisem je vyobrazen srp a kladivo.

Medaile je připojena pomocí jednoduchého kroužku ke kovové destičce ve tvaru pětiúhelníku potažené hedvábnou stuhou z moaré. Stuha je široká 24 mm. Nejdříve byla stuha světle modrá se dvěma tmavě modrými pruhy širokými 5 mm nacházejícími se od sebe ve vzdálenosti 5 mm. Vyhláška ze dne 19. června 1943 změnila barvu stuhy. Nadále byla používána stuha olivová uprostřed s modrým pruhem širokým 2 mm.

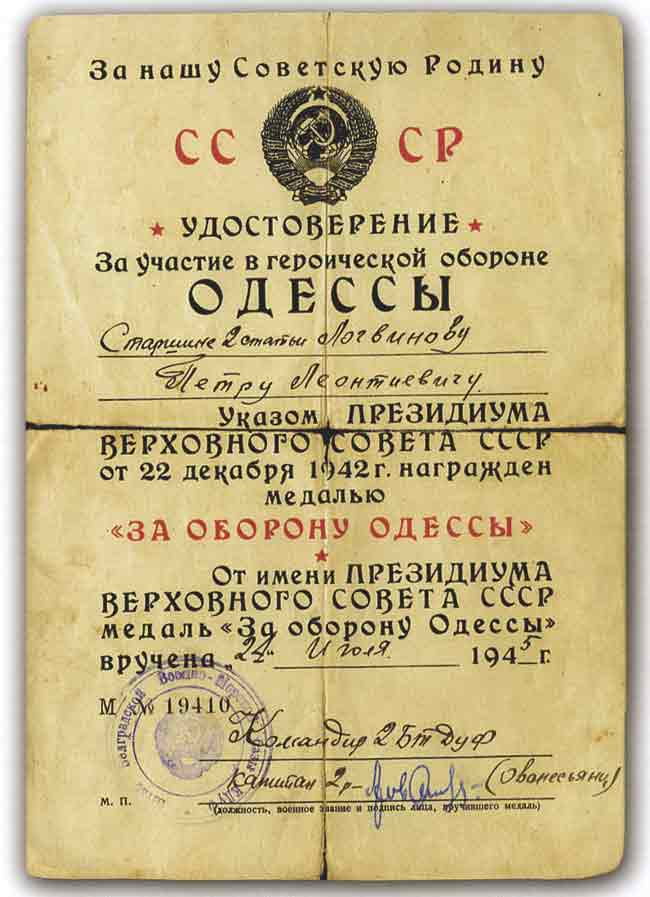
Osvědčení od udělení vyznamenání
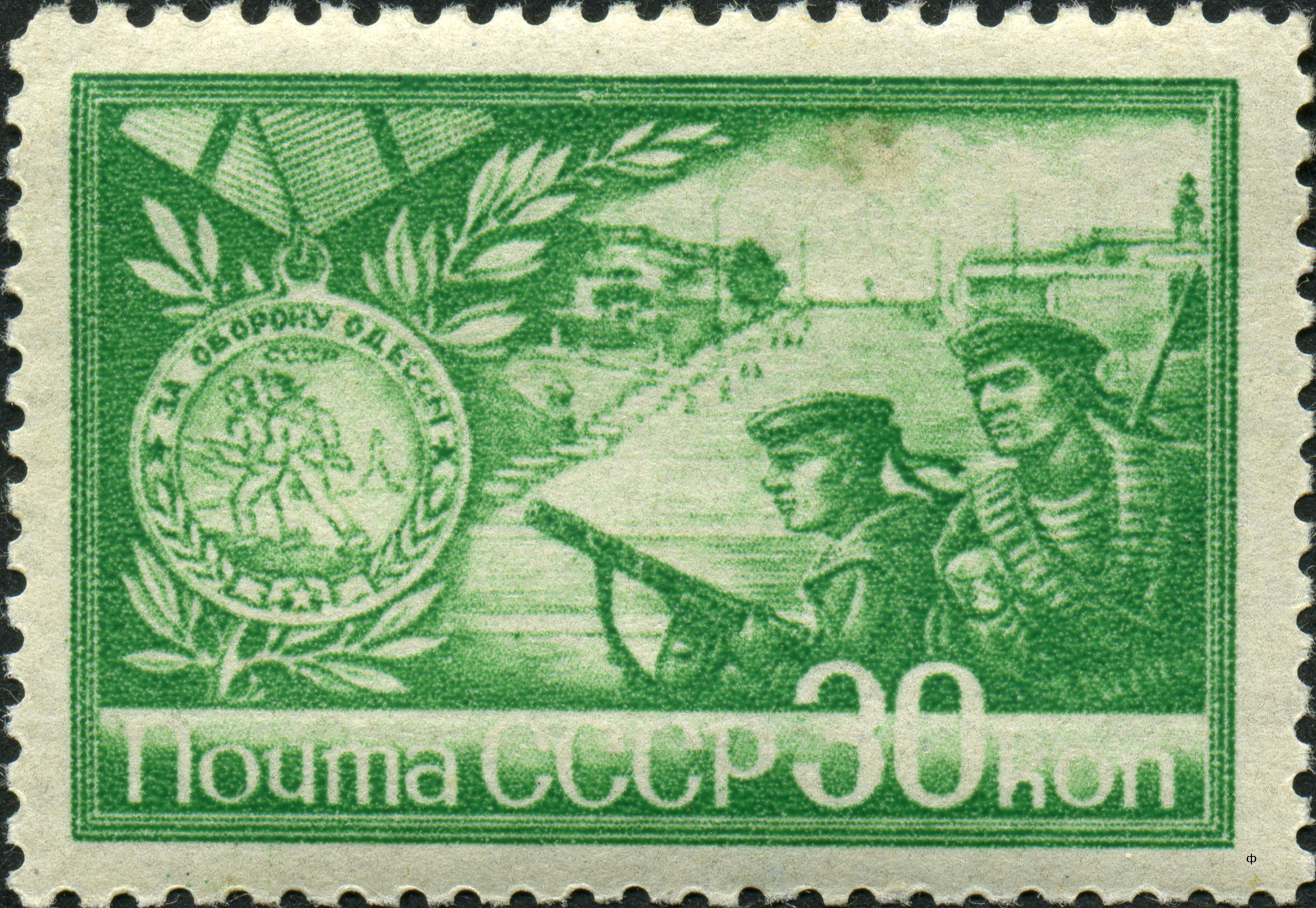
Sovětská poštovní známka s vyobrazením Medaile Za obranu Oděsy
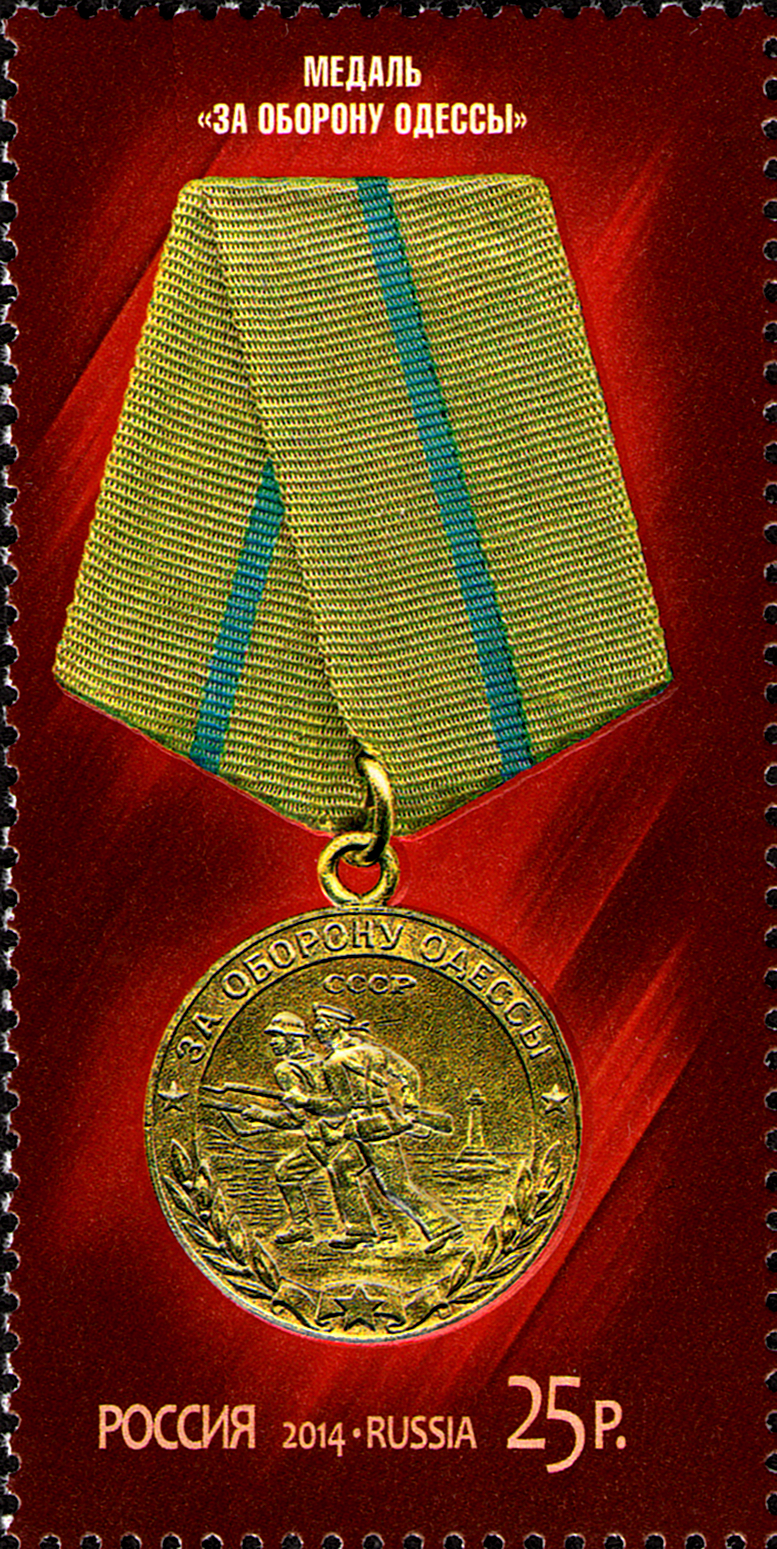
Ruská poštovní známka z roku 2014 s vyobrazením Medaile Za obranu Oděsy